# Caernarfon Bay
Caernarfon Bay är en vik i Storbritannien. Den ligger i den sydvästra delen av landet, 300 km nordväst om huvudstaden London.